# Hans Richter (militär)
Hans Carl Jacob Richter, född den 15 september 1926, död den 29 juni 2008 i Kristianstad, var en svensk militär. 
Richter blev löjtnant vid Smålands artilleriregemente 1951, kapten vid Generalstabskåren 1960, vid Svea artilleriregemente 1964, major vid Generalstabskåren 1966 och överstelöjtnant där 1968. Han blev chef för utrustningsavdelningen vid Arméstaben 1967. Richter befordrades till överste vid Bergslagens artilleriregemente  1974. Han var chef för Artilleri- och ingenjörregementesofficersskolan 1974–1978 och chef för Wendes artilleriregemente 1978–1984. Richter blev riddare av Svärdsorden 1967. Han vilar på Östra begravningsplatsen i Kristianstad.